# SNT그룹
SNT그룹 (국문:에스앤티그룹, 영어: SNT Group, 구 S&T그룹)은 대한민국의 기업집단이며 대기업(대규모 기업집단)군에 속하는 그룹이다.

## 그룹 연혁

### 1970년대
- 1979년 8월 삼영기계공업사 설립

### 1980년대
- 1982년 9월 삼영열기공업주식회사로 법인 전환

### 1990년대
- 1999년 9월 삼영열기주식회사로 사명 변경

### 2000년대
- 2000년 3월 코스닥시장(KOSDAQ) 등록(상장)
- 2002년 2월 주식회사 삼영으로 사명 변경
- 2002년 10월 유가증권시장(KOSPI)으로 이전, 상장
- 2003년 2월 통일중공업 M&A (현 SNT다이내믹스)
- 2006년 6월 대우정밀 M&A (현 SNT모티브)
- 2006년 9월 S&T그룹 출범
- 2008년 2월 인적분할 (존속법인: S&T홀딩스(현 SNT홀딩스), 신설법인: S&TC(현 SNT에너지))

### 2010년대
- 2013년 6월 S&T장학재단 설립 (현 운해장학재단)

### 2020년대
- 2021년 3월 S&T그룹에서 SNT그룹으로 그룹명 변경

## 그룹 계열사
독점규제 및 공정거래에 관한 법률상 SNT 기업집단이다.

기업집단의 명칭: SNT
동일인: 최평규

### 상장사
- SNT홀딩스(지주회사, 유가증권시장) (SNT Holdings Co., Ltd.)
- SNT에너지(유가증권시장) (SNT Energy Co., Ltd. | 구 S&TC)
- SNT모티브(유가증권시장) (SNT Motiv Co., Ltd.)
- SNT다이내믹스(유가증권시장) (SNT Dynamics Co.,Ltd. | 구 SNT중공업)

### 비상장사
- SNTAMT (SNT AMT Co., Ltd. | SNT중공업 계열에 속함)
- SNT저축은행 (SNT Savings Bank)
- SNT솔루션 (SNT Solution Co., Ltd.)
- SNT캔버라호텔 (SNT Canberra Hotel | 법인명: (주)캔버라관광)

### 해외현지법인
- SNT대우기차부건(곤산)유한공사 ( 중국 강소성 곤산개발구)
- 청도SNT중공유한공사( 중국 청도시 경제기술 개발구)
- 강소SNT기차배건유한공사( 중국 강소성 장가항시)
- 광주SNT중공유한공사 ( 중국 광동성 광주)
- SNT Polska Sp. z o.o ( 폴란드 글리비체)
- SNT India Private Ltd ( 인도 푸네)
- SNT America ( 미국 디트로이트)
- SNT Gulf ( 사우디아라비아 담만산업단지)
- SNT Motiv America ( 미국 델라웨어)
- SNT Automotive America, LLC ( 미국 델라웨어)
- SNT Luxembourg S.a r.l ( 룩셈부르크)

## 과거 계열사
- S&T브레이크 (S&T Break Co., Ltd. | SNT다이내믹스에 합병)
- S&T모터스(구 효성기계공업) (S&T Motors Co., Ltd. | 現 KR모터스)
- S&T전장 (S&T Electrics Co., Ltd. | SNT모티브에 합병)

## 관련된 타 기업집단(그룹)
- 현대그룹
- 현대중공업그룹
- 대우그룹(해체)

## 같이 보기
- 중공업
- 자동차 부품
- 대규모 기업집단